# Petrus Hubertus Regout
Petrus Hubertus Regout, ook wel Petrus III Regout, roepnaam Pierre (Maastricht, 1 september 1854 – Gronsveld, 30 september 1928), was een Nederlands ondernemer en bestuurder. Hij was onder andere directeur van de N.V. De Sphinx v/h Petrus Regout & Co., voorzitter van de raad van beheer van de Koninklijke Nederlandse Papierfabriek en voorzitter van de Bond der Belgisch-Hollandsche Glasfabrieken. Met zijn vrouw en twee kinderen bewoonde hij Kasteel Hoogenweerth in Heugem.

## Biografische schets

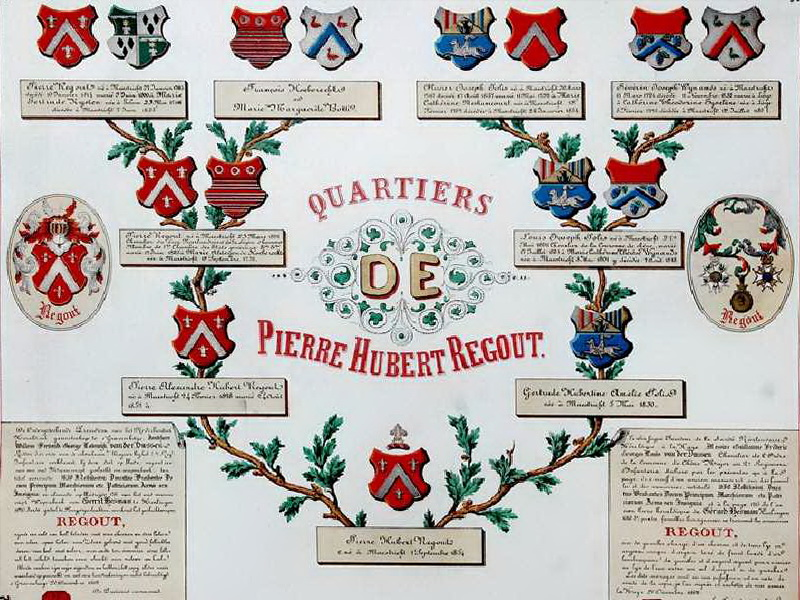
Kwartierstaat Petrus III Regout (1868)

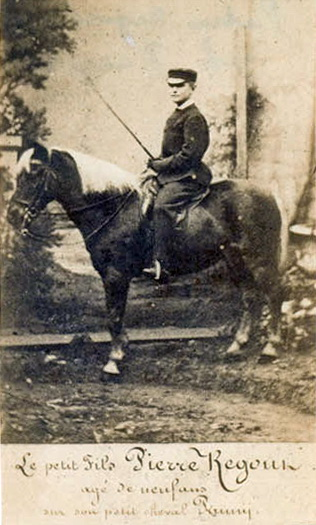
Petrus als 9-jarige ruiter

Petrus Hubertus Regout was een telg uit de bekende Maastrichtse fabrikantenfamilie Regout. Hij was het tweede van tien kinderen (allemaal zonen) van Petrus Alexander Hubertus ("Petrus II") Regout (1828-1897) en Gertrudis Hubertina Amelia ("Amélie") Polis (1830-1904). Het oudste kind overleed als zuigeling, dus eigenlijk was Petrus de oudste. Hij groeide op in het door zijn vader gebouwde herenhuis aan de Boschstraat nr. 45. Als kind beleefde hij van nabij de razendsnelle expansie van het door zijn grootvader Petrus Laurentius ("Petrus I") Regout (1801-1878) gestichte  industriële imperium, dat vanaf 1870 door zijn vader en ooms geleid werd. In 1879 verhuisde het gezin naar de Villa Canne in het Jekerdal, maar Petrus was toen al getrouwd en woonde elders.
In 1876 trouwde de 22-jarige Petrus Hubertus Regout met de even oude Louisa Berger. Louisa was afkomstig van een gegoede familie uit Venlo en was de zus van Frederika Berger, die enkele jaren eerder getrouwd was met Petrus' jongere broer Jules. Ook hun oom Louis I Regout was met een Berger getrouwd, Theresia, een tante van Louisa en Frederika. Tussen de dubbel verwante gezinnen bestonden innige contacten, ook tussen de kinderen en kleinkinderen. De twee kinderen van Petra en Louisa werden beiden in de gemeente Maastricht geboren, waarschijnlijk in het huis Boschstraat 45. Begin 20e eeuw was hij met een geschat jaarinkomen van 25.000 gulden de op een na rijkste inwoner van Maastricht (na zijn oom Louis, die in de Bredestraat woonde). In 1904 kocht hij van het echtpaar Tielens-Straetmans het Kasteel Hoogenweerth aan de Maas bij het dorp Heugem, waar hij met zijn vrouw en twee volwassen kinderen ging wonen. Bij een grote renovatie en verbouwing werd het kasteel flink uitgebreid, in dezelfde stijl als het bestaande huis. Louisa leed op latere leeftijd aan reuma, was daardoor minder mobiel en verkreeg van de Rooms-Katholieke Kerk toestemming om in de huiskapel van Hoogenweerth de mis te laten lezen. In 1920 werd het dorp Heugem door de gemeente Maastricht geannexeerd, maar het kasteel lag nog net in de gemeente Gronsveld (tot 1970).
Petrus overleed in 1928 op 74-jarige leeftijd op Kasteel Hoogenweerth; Louisa overleed daar drie jaar later op 78-jarige leeftijd. Beiden werden bijgezet in de grafkelder van de familie Regout in Meerssen. Hun ongehuwde zoon Pierre bewoonde het kasteel daarna aanvankelijk alleen, met wat personeel en enkele pachters. In 1935, na de dood van haar man, voegde zijn zus Bertha zich bij hem. Na hun beider overlijden in de late jaren zestig, verkochten de erfgenamen het landgoed aan de provincie Limburg.

## Loopbaan

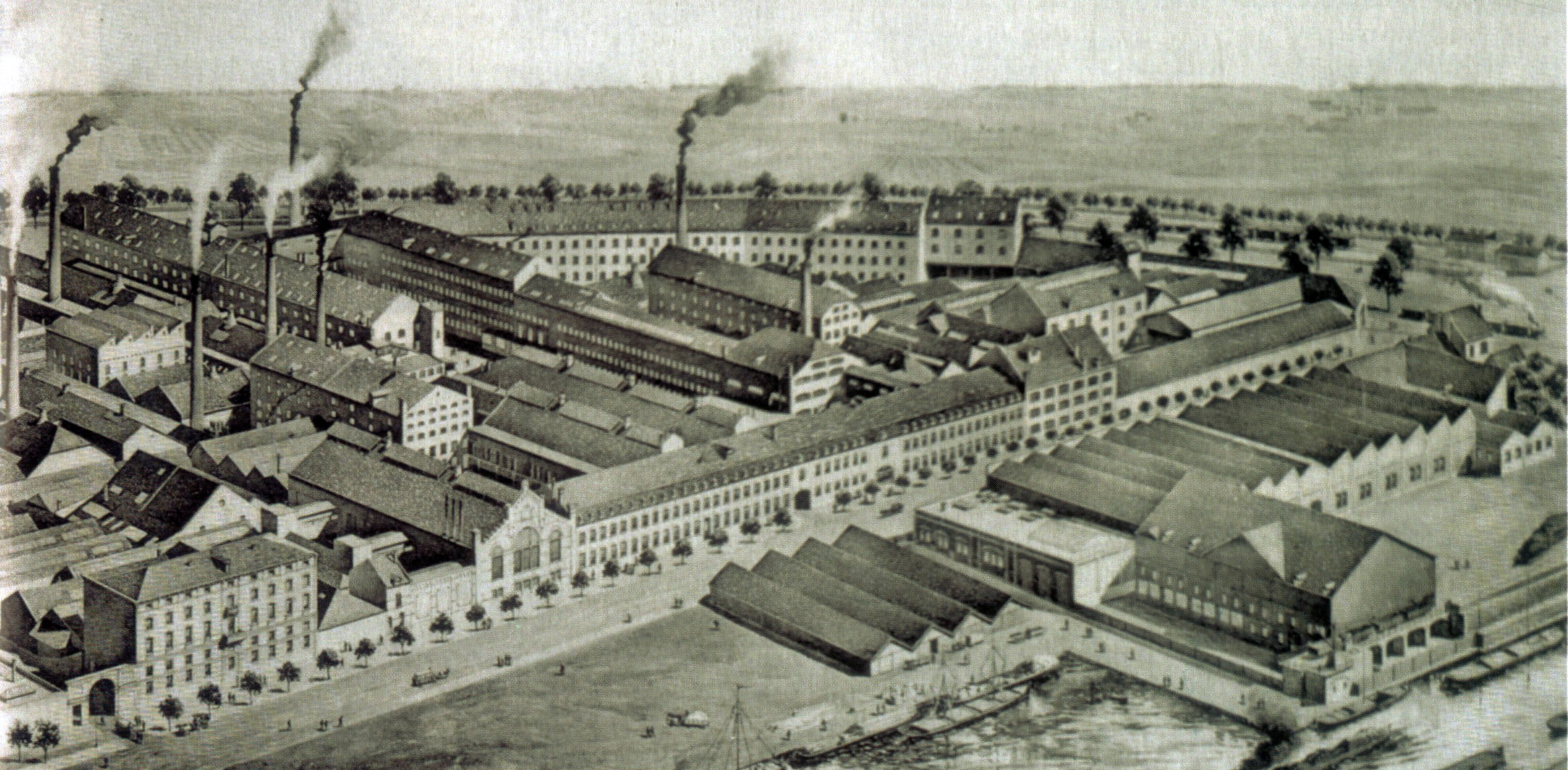
De Sphinx, 1905. Rechts de Timmerfabriek

Petrus Hubertus Regout begon zijn carrière bij het door zijn grootvader gestichte familiebedrijf aan de Boschstraat, destijds C.V. Kristal-, Glas- en Aardewerkfabrieken Petrus Regout & Co. geheten. In 1899 werd hij lid van de directie van het bedrijf, dat in dat jaar N.V. De Sphinx v/h Petrus Regout & Co. ging heten. In 1923, kort voor zijn 70e verjaardag, trad hij terug als directeur. Van 1917 tot zijn dood was hij tevens voorzitter van de raad van beheer van de Koninklijke Nederlandse Papierfabriek. Hij was tevens voorzitter van de Bond der Belgisch-Hollandsche Glasfabrieken.
Regout was officier in de Orde van Oranje-Nassau en officier in de Kroonorde van België.

## Nalatenschap

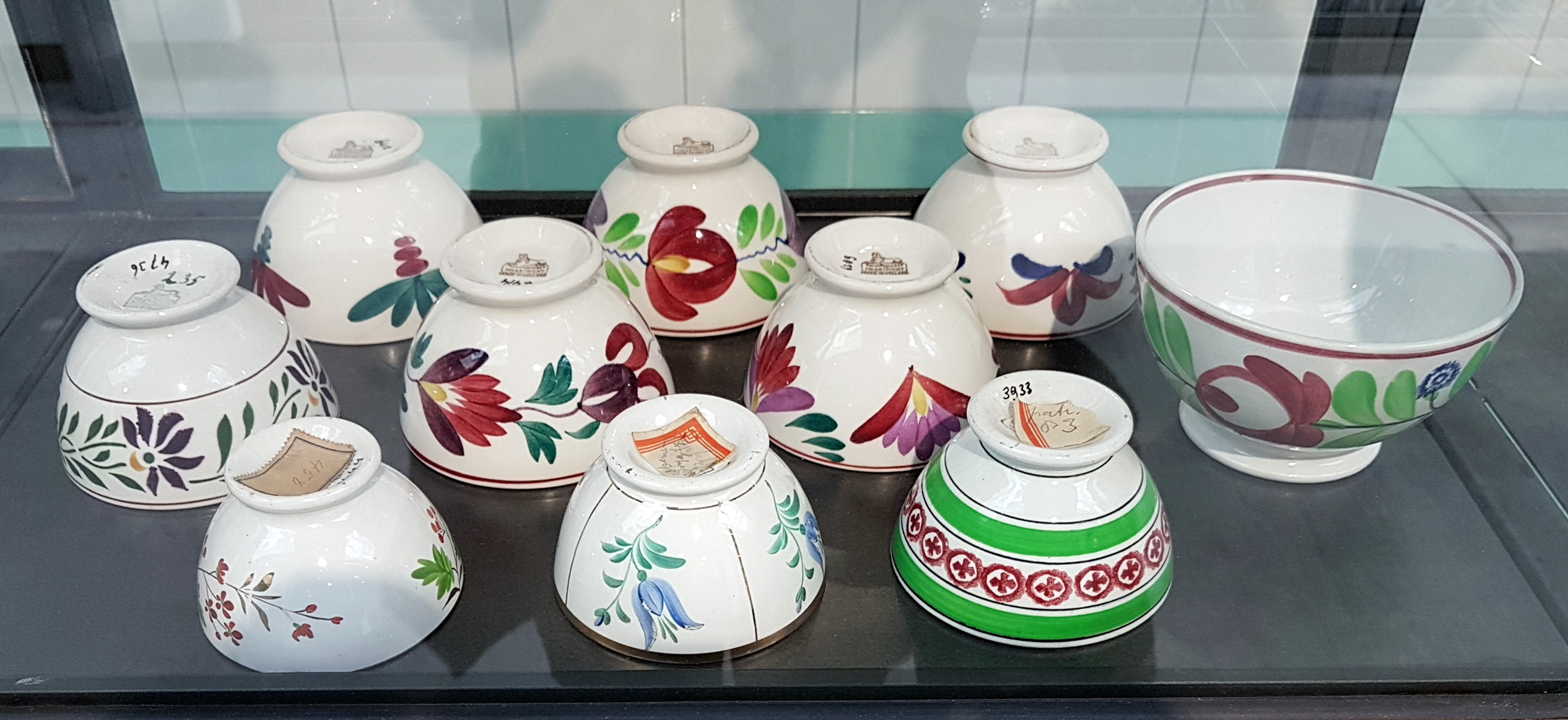
Boerenbont-kommen, ca. 1900

De nalatenschap van Petrus III Regout is divers. De arbeidsomstandigheden in de fabrieken aan de Boschstraat lijken ten tijde van zijn vader en ooms het dieptepunt bereikt te hebben. Het lot van de arbeiders onder het bewind van Petrus III (1899-1923) is echter summier gedocumenteerd. Van de producten van glas en aardewerk die de arbeiders in de fabriek, samen met de ontwerpers en leidinggevenden, tot stand brachten is veel bewaard gebleven. Maastrichts aardewerk is in trek bij verzamelaars en bevindt zich tevens in diverse museumcollecties.
De Sphinx beleefde begin 20e eeuw een periode van expansie en veel 19e-eeuwse fabrieksgebouwen werden vervangen door moderne gebouwen, vaak van gewapend beton, soms gecombineerd met baksteen. Diverse bouwwerken uit deze periode bleven behouden: het Molengebouw (uit 1893, maar in 1918 met enkele verdiepingen verhoogd), het Vormenmagazijn (1903), de Sanitairfabriek (1911), de Sphinx magazijnen en de toonzaal, beide onderdeel van de Timmerfabriek (1905), evenals de Elektriciteitscentrale (1910) en het Hennebiquegebouw (1911), dat waarschijnlijk het oudste betonnen gebouw in Maastricht is. In 1899 liet Petrus III Regout op de plaats van het oude schaftlokaal van de fabriek een zaal bouwen waar culturele evenementen voor het personeel plaatsvonden. De in 1900 geopende Sphinx-zaal aan de Boschstraat 24 werd gebruikt voor muziek- en toneeluitvoeringen van de eigen bedrijfsverenigingen. In 1902 ging hier La Mer van Carl Smulders in première, uitgevoerd door de Mastreechter Staar. In 1910 vond er de première plaats van Jeune Premier van Alfons Olterdissen.
Kasteel Hoogenweerth werd ruim vijfentwintig jaar door Petrus III en zijn vrouw bewoond. Het woonoppervlak verdubbelde in die tijd door de bouw van een noordvleugel in neorenaissancestijl. Opvallend is de typisch renaissance rolwerkgevel aan de Maaszijde en het hoog opgaande, afgeplatte tentdak. Toch zijn uit deze periode relatief weinig authentieke elementen bewaard gebleven. Het kasteel werd bij een grote brand in 1975 vrijwel verwoest en het interieur werd bij de daarop volgende restauratie grotendeels vernieuwd.

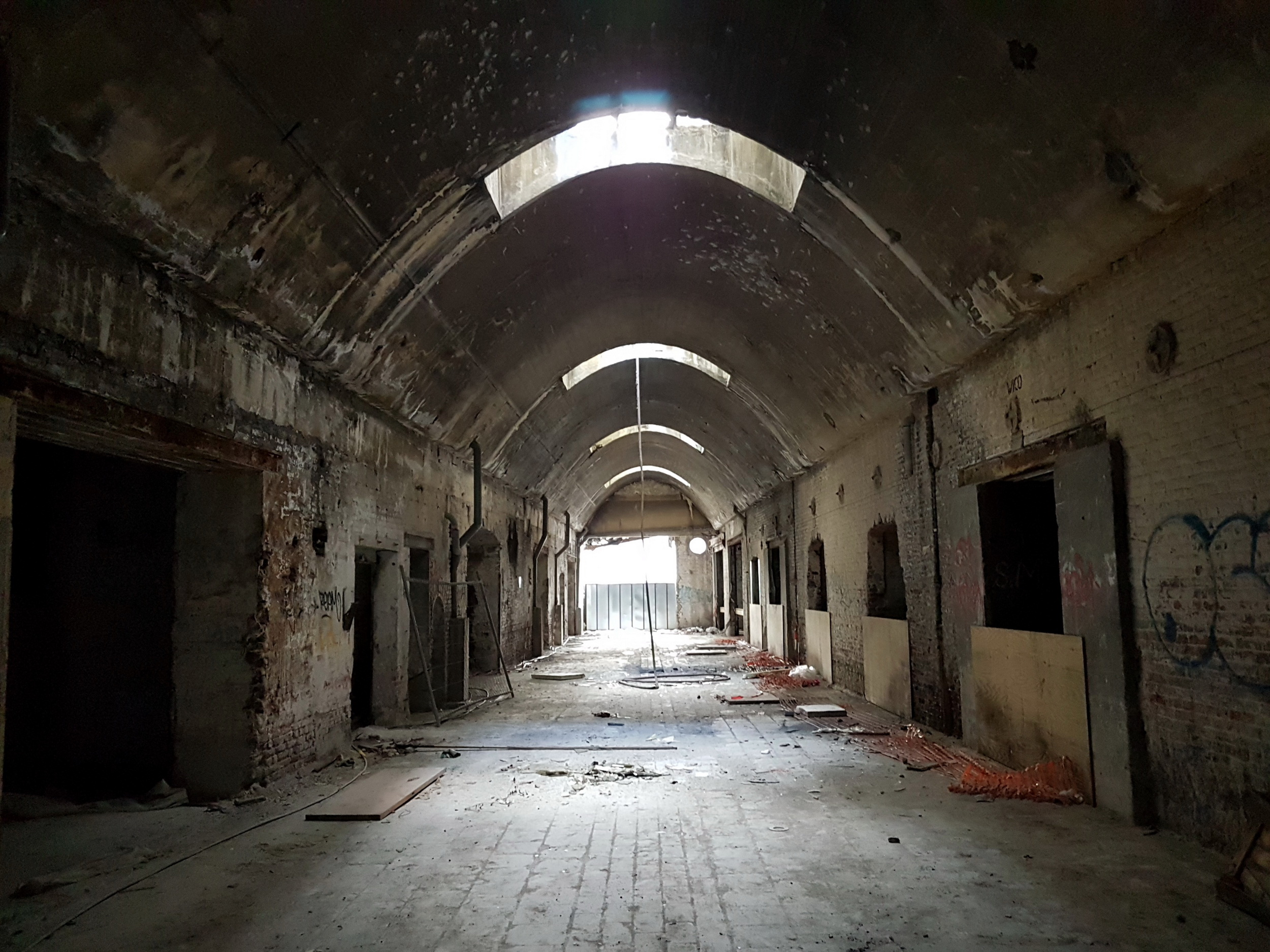
Lichtstraat Sanitairfabriek, 1911
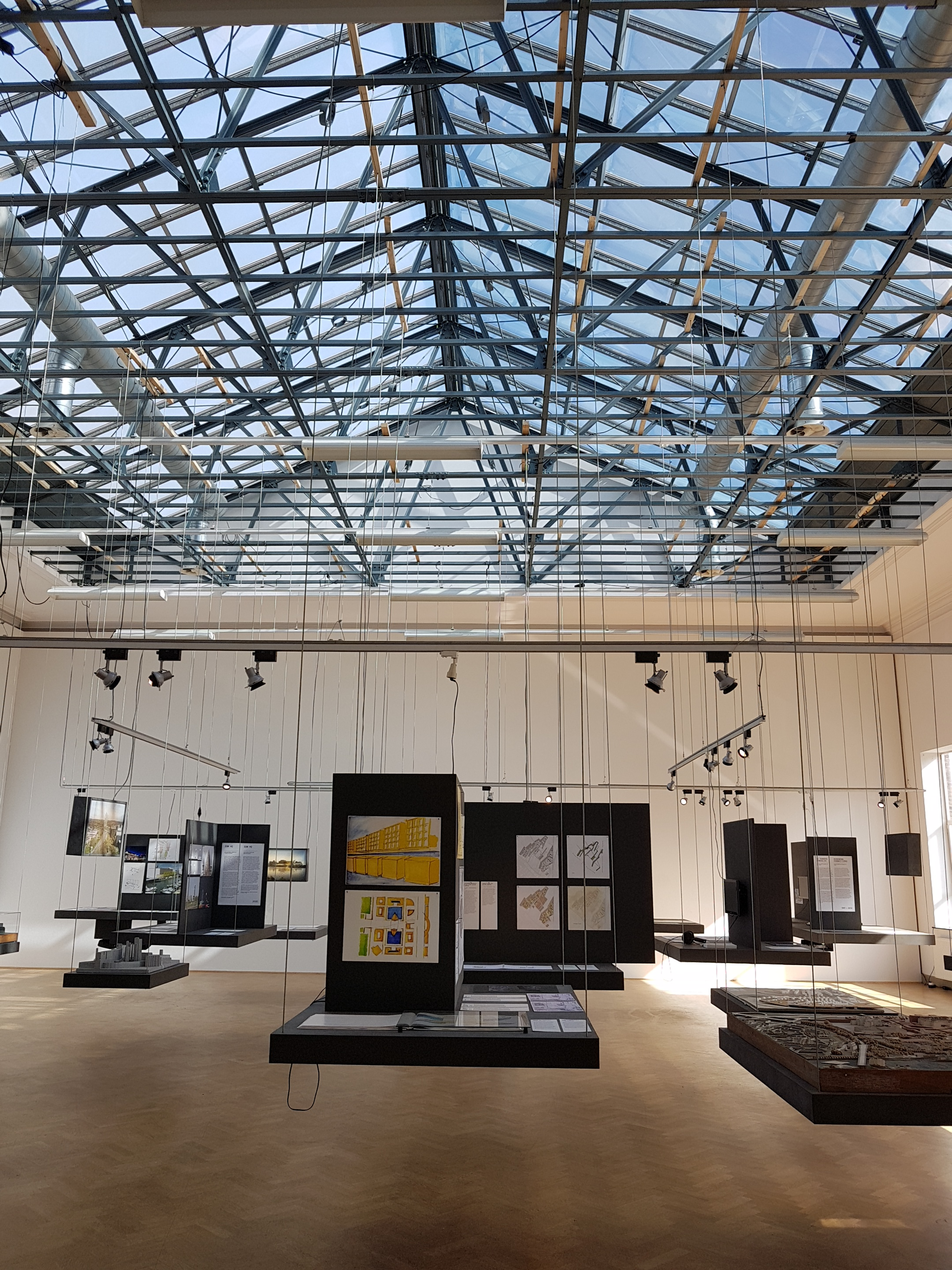
Toonzaal Timmerfabriek, 1905
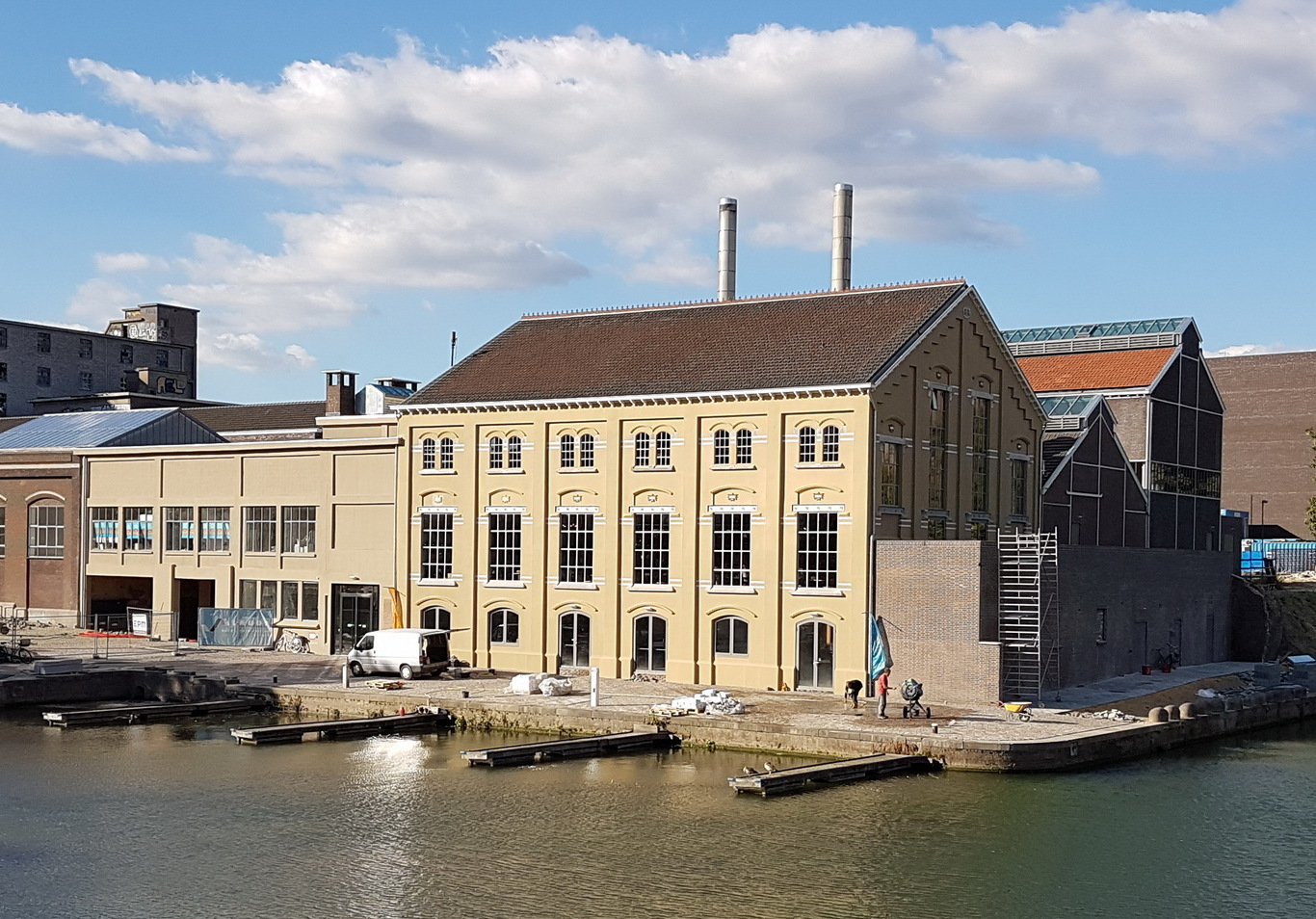
Hennebiquegebouw en Elektriciteitscentrale, 1910-11
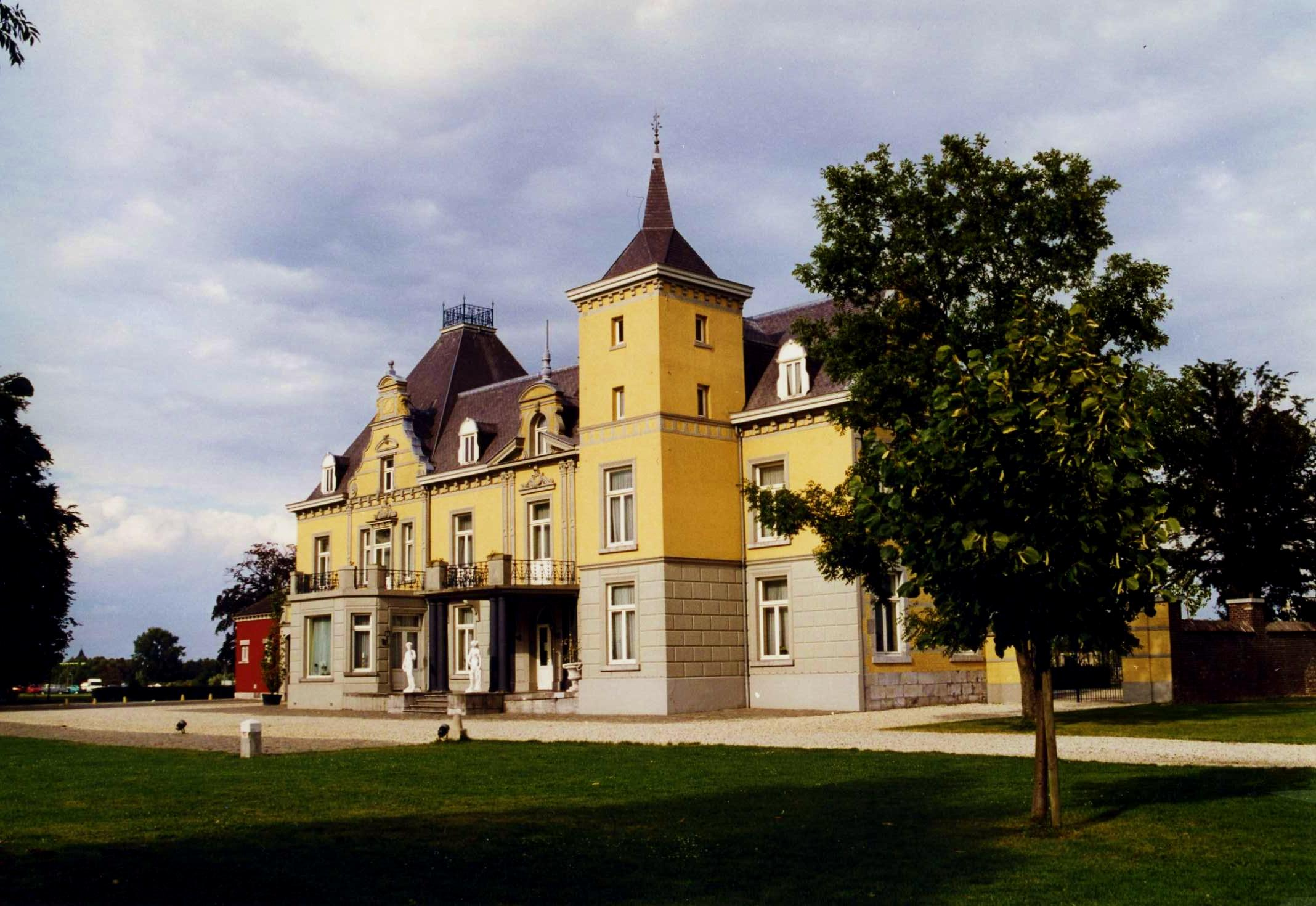
Kasteel Hoogenweerth. Links de uitbreiding van Petrus III

## Nakomelingschap
Petrus Hubertus Regout trad op 12 september 1876 te Venlo in het huwelijk met Louisa Petronella Roberta Wilhelmina ("Louisa") Berger (1853-1932), dochter van Herman Berger en Huberta Hafmans. Het echtpaar kreeg twee kinderen, een dochter en een zoon. Die laatste volgde in de voetsporen van zijn vader, ooms en neven en werd een succesvol ondernemer en bestuurder. Hij bleef echter vrijgezel, waarmee de zijtak Petrus III in mannelijke lijn uitstierf.
1. Bertha Maria Regout (1877-1969), gehuwd met baron ("Freiherr") Maximilian von Scheibler, heer van Muthagen (1866-1935), 3 kinderen, bewoonster Kasteel Hoogenweerth
2. Pierre Guillaume Hubert (Petrus IV) Regout (1882-1967), directeur KNP, bestuurder De Sphinx en ENCI, ongehuwd, geen nakomelingen, bewoner Kasteel Hoogenweerth

Bertha's dochter Louisa ("Mausi") von Scheibler (1911-1983) trouwde in 1933 met de geograaf en cineast Theo Regout (1901-1988), een nakomeling van Louis I Regout. Hun in 1936 geboren zoon werd – in overleg met Bertha en Pierre – Peter genoemd. Als Petrus V, VI en VII zetten hij en zijn oudste zoon en kleinzoon de naam van Petrus I Regout voort, hoewel niet in rechte lijn.